# 양정수 (1912년)
양정수(楊正秀, 일본식 이름: 楊川正秀, 1912년 ~ 2004년 10월 9일)는 일제강점기와 대한민국의 법조인이다.

## 생애
평안남도 출신으로 평양고등보통학교를 거쳐 1933년에 경성제국대학 법문학부 법과를 졸업했다. 1940년에 고등문관시험에 합격한 뒤, 일제 강점기 말기에 대구지방법원 사법관시보를 거쳐 대전지방법원 검사를 지냈다. 1943년을 기준으로 종7위에 서위되어 있었다.
1957년 대한민국 검찰청 검사가 되었고, 광주지방검찰청 검사장과 부산지방검찰청 검사장을 맡는 등 대한민국에서도 검사로 근무했다. 부산지검장으로 있을 때 청사를 신축하면서 기성회비를 횡령한 혐의로 법원 직원 두 명과 함께 기소된 일이 있으나, 재판 결과 무죄 판결을 받았다.
이후 변호사를 개업해 활동하였고, 1972년에 서울변호사회 회장에 피선되었다. 1977년에는 제26대 대한변호사협회 회장에 올라 1년 동안 재임했다.
2008년 민족문제연구소가 발표한 친일인명사전 수록예정자 명단 사법 부문에 포함되었다.

## 참고 자료
- 양정수(楊正秀) - 국사편찬위원회